# Hjalti Skeggiason
Hjalti Skeggiason (fl. X secolo) è stato un capo vichingo islandese che sostenne Gizurr il Bianco per l'introduzione del Cristianesimo in Islanda, durante un Althing nel 1000.

## Biografia
Dopo aver sostenuto la religione cristiana, passò un periodo di tempo con il re norvegese Olaf II Haraldsson ed accompagnò Björn Stallare nella sua missione diplomatica presso Ragnvald Ulfsson nel Västergötland, e presso Olof Skötkonung ad Uppsala.
Il racconto dettagliato, redatto da Snorri Sturluson, del suo viaggio è basato probabilmente su racconti fatti da Hjalti stesso dopo il suo ritorno in Islanda.